# Acaulon triquetrum
Acaulon triquetrum är en bladmossart som beskrevs av C. Müller 1847. Acaulon triquetrum ingår i släktet pygmémossor, och familjen Pottiaceae. Inga underarter finns listade i Catalogue of Life.